# Eisenbahnbrücke Wesel

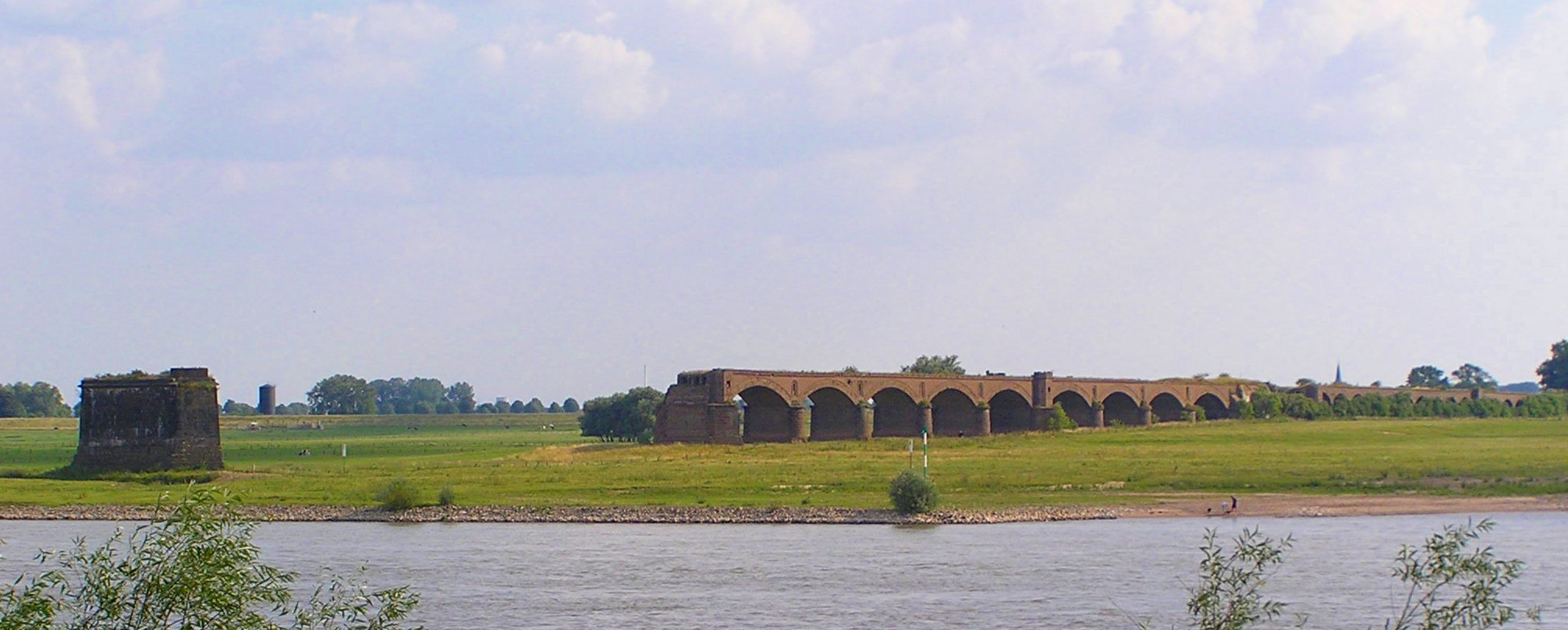
Ruinen der Eisenbahnbrücke bei Rhein-Kilometer 815

Die historische Eisenbahnbrücke Wesel an der Bahnstrecke Haltern–Venlo wurde in den Jahren 1872 bis 1874 von der Cöln-Mindener Eisenbahn-Gesellschaft (CME) als Teil der Hamburg-Venloer Bahn erbaut und war zeit ihres Bestehens die nördlichste Rheinbrücke in Deutschland. Ab 1917 existierte in der Nähe der Eisenbahnbrücke eine zusätzliche Straßenbrücke, bis beide Brücken gegen Ende des Zweiten Weltkriegs zerstört wurden. Nur die Straßenbrücke wurde daraufhin wiedererrichtet.

## Baugeschichte

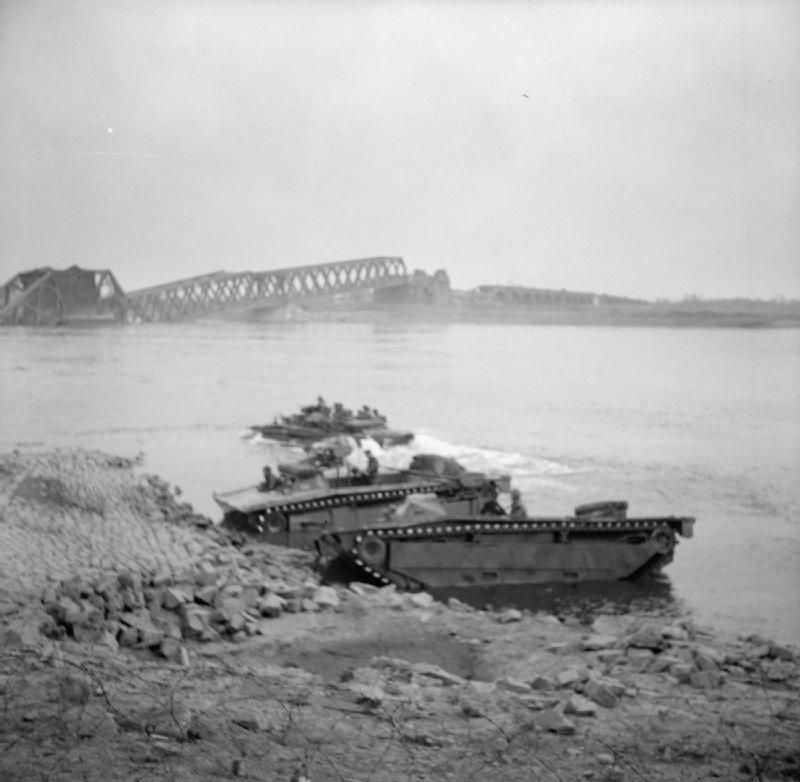
Anlanden britischer Schwimmpanzer am rechten Rheinufer in der Nähe der zerstörten Eisenbahnbrücke Wesel während der Operation Plunder, 24. März 1945

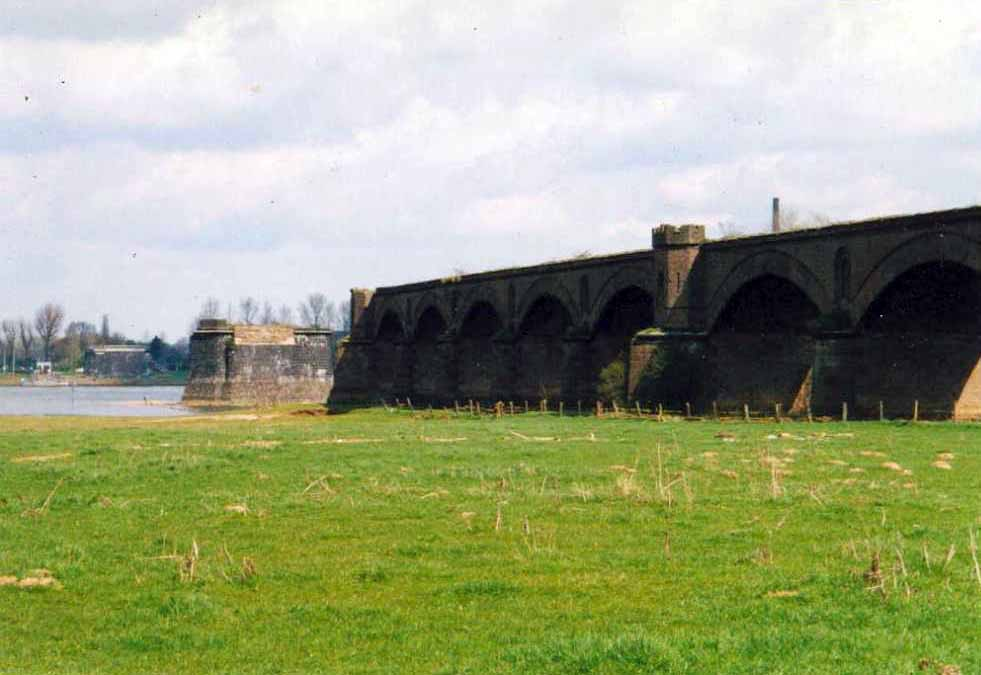
Die von Fort I gesicherte ehemalige Eisenbahnbrücke Wesel

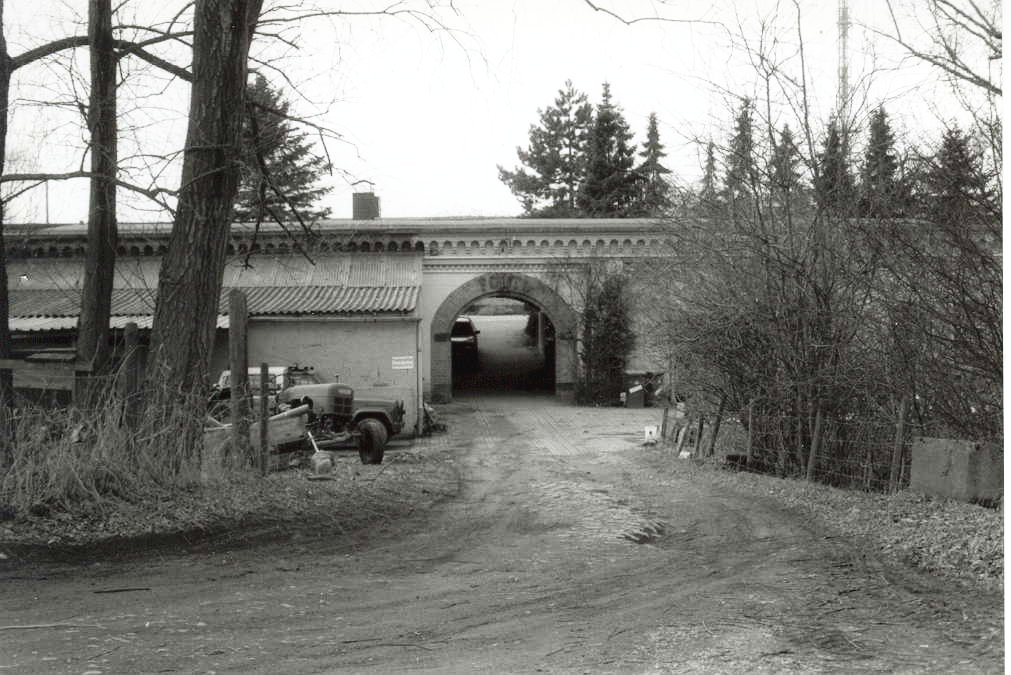
Der Eingang des linksrheinischen Fort I neben der ehemaligen Eisenbahnbrücke Wesel

Anlass für die Überbrückung des unteren Niederrheins in Wesel war der Bau der Hamburg-Venloer Bahn von Hamburg über Bremen, Münster und Haltern nach Venlo. Die ursprünglich von einem ausländischen Konsortium geplante Linienführung durch das dicht besiedelte Ruhrgebiet mit einer Rheinbrücke bei Duisburg verhinderte der preußische Staat, welcher eine Streckenführung über die damalige preußische Festung Wesel forderte und der CME die erforderliche Konzession für die gesamte Strecke bis Hamburg erteilte. Dadurch konnten die in der Festung Wesel stationierten Soldaten die Brücke im Kriegsfall gegen einen Rheinübergang verteidigen bzw. sie als Basis für den Aufmarsch nach Westen nutzen. Schon in der Planung wurde dafür ein Teil des Oberbaues mit Bohlen vorgesehen, sodass die Brücke auch von anderen Fahrzeugen befahren werden konnte.
Auf beiden Seiten waren der eigentlichen Strombrücke aus hart gebrannten Ziegelsteinen gemauerte Vorlandbrücken vorgelagert, linksrheinisch 65 mit insgesamt 770 Metern Länge, rechtsrheinisch 32 ebenfalls gemauerte und 6 Stahlbrücken mit zusammen 766 Metern. Dazwischen wurde der Rhein bei Kilometer 815 mit einer Strombrücke, bestehend aus vier stählernen Einzelteilen von je 104 Metern Länge überspannt. Zur Bauzeit war damit das Bauwerk mit seinen 1950 Metern die längste errichtete Rheinbrücke. Die Ziegelsteine wurden während des Baus an Ort und Stelle aus dem bei den Ausschachtungen der Pfeiler gewonnenen Lehm gebrannt. Die außergewöhnliche Dimension des Bauwerks war nicht nur der häufigen Hochwassergefahr wegen gewählt worden, sondern auch deshalb, weil das Militär keinen Bahndamm duldete und freie Sicht für die Festung haben wollte.
Am Beginn und Ende der Strombrücke erhielt die Brücke, wie damals bei Rheinbrücken üblich, sogenannte Tambourwerke zur Verteidigung. Auch im Vorland wurden weitere Befestigungsanlagen errichtet. Linksrheinisch entstand hinter dem Deich neben den Gleisen auf Kosten der Cöln-Mindener Eisenbahn das Fort I. Es ist noch vollständig erhalten und befindet sich in Privatbesitz. Rechtsrheinisch lagen an den Weseler Bahnlinien weitere Forts, die die Festung Wesel schützen sollten. Von diesen Festungswerken sind keine Spuren erhalten.
Die Cöln-Mindener Eisenbahngesellschaft stellte die Pläne der noch im Bau befindlichen Rheinbrücke und der Elbbrücken in Hamburg auf der Weltausstellung 1873 in Wien aus und erhielt dafür ein Ehrendiplom der Section III (für Straßen-, Brücken- und Eisenbahnbau).
Beiderseits des Rheins errichtete man im Ersten Weltkrieg zur Verteidigung des Brückenkopfes Wesel Betonbunker. Sie wurden 1921 auf Anordnung der Alliierten gesprengt.
Gegen Ende des Zweiten Weltkriegs 1945 war die Brücke die letzte Rückzugslinie der zurückweichenden Wehrmacht während der Eroberung des linken Niederrheins durch englische, kanadische und amerikanische Truppen (von Norden Operation Veritable, von Süden Operation Grenade). Am Morgen des 10. März 1945 sprengten deutsche Pioniere auf Befehl von General Alfred Schlemm die Weseler Eisenbahnbrücke – drei Tage nach Eroberung der Ludendorff-Brücke bei Remagen durch US-Truppen. Die Brücke wurde nach dem Krieg nicht wiederaufgebaut; sie war zuletzt nur noch von zwei Nebenbahnen befahren worden.
Erst 1968 wurden die Reste der beiden Strompfeiler, die die Rheinschifffahrt behinderten, beseitigt. Die Brücke ist ein Teil der Route der Industriekultur.

## Eisenbahngeschichte
Am 1. März 1874 wurde die Teilstrecke Wesel – Haltern der Paris-Hamburger Bahn eröffnet; zu Silvester 1874 fuhr ohne größere Feierlichkeiten der erste Zug über die neue Brücke. Vom 1. Juli 1878 an wurde sie auch von der Boxteler Bahn mitbenutzt, die in Büderich in die Venloer Strecke mündete. Die Hoffnungen der Erbauer in die Nutzung der Bahnstrecke Haltern–Venlo erfüllten sich aber nicht und es blieb bei einem nebenbahnähnlichen Betrieb. Nur die internationalen Schnellzüge der Boxteler Bahn frequentierten die Brücke bis zum Ersten Weltkrieg stark. Wegen der hohen Baukosten und der geringen Streckennutzung berechnete die Cöln-Mindener Eisenbahn und nach deren Verstaatlichung auch die Preußische Staatseisenbahn für jeden Fahrschein der Brückennutzer einen Aufschlag in Höhe von 11,25 Kilometern. 1926 und 1927 wurde die Brücke auf den alten Strompfeilern erneuert und dabei den gestiegenen Zuggewichten angepasst.

## Bildergalerie – Bau der Eisenbahnbrücke

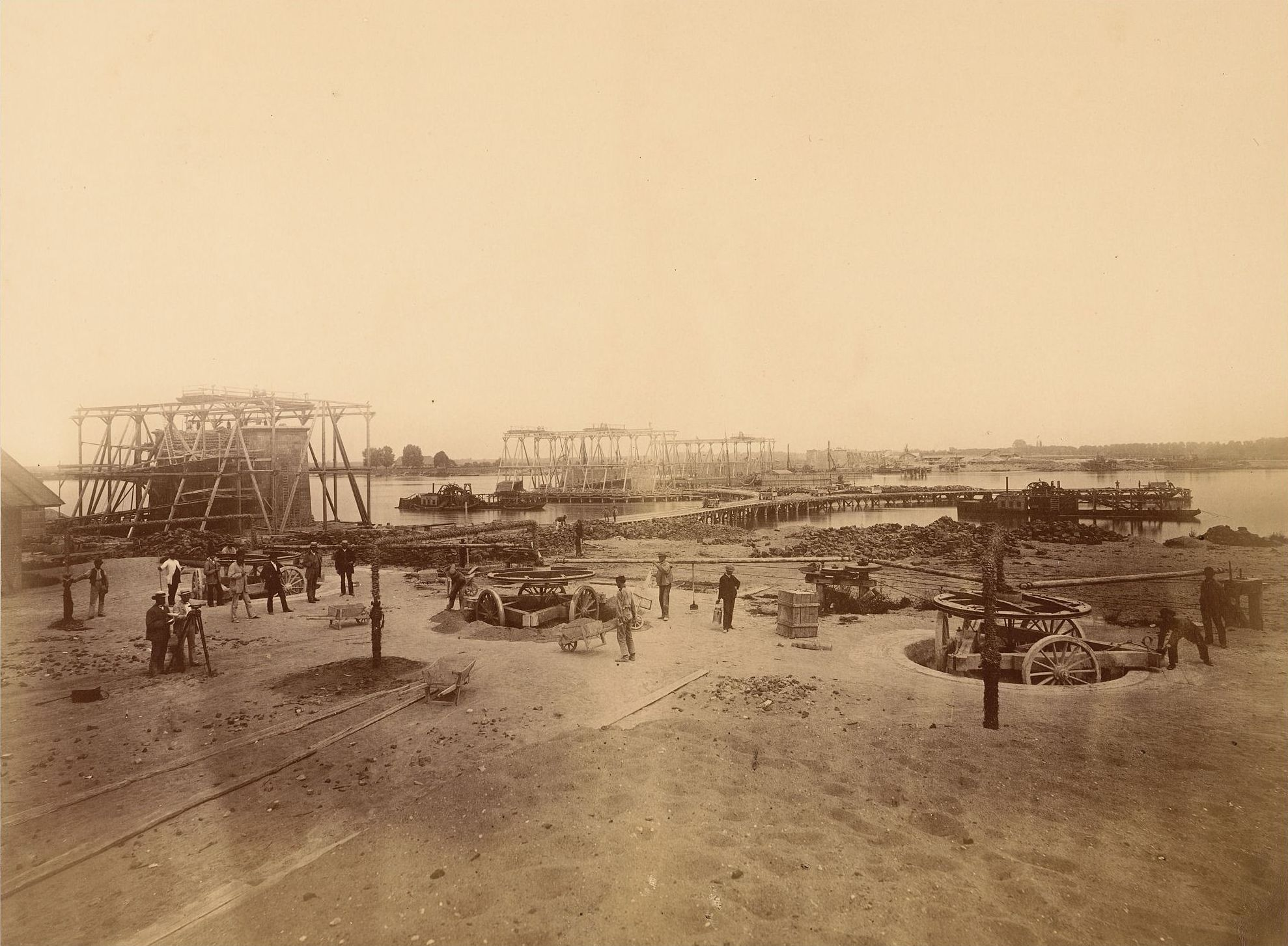
Ansicht der Baustelle
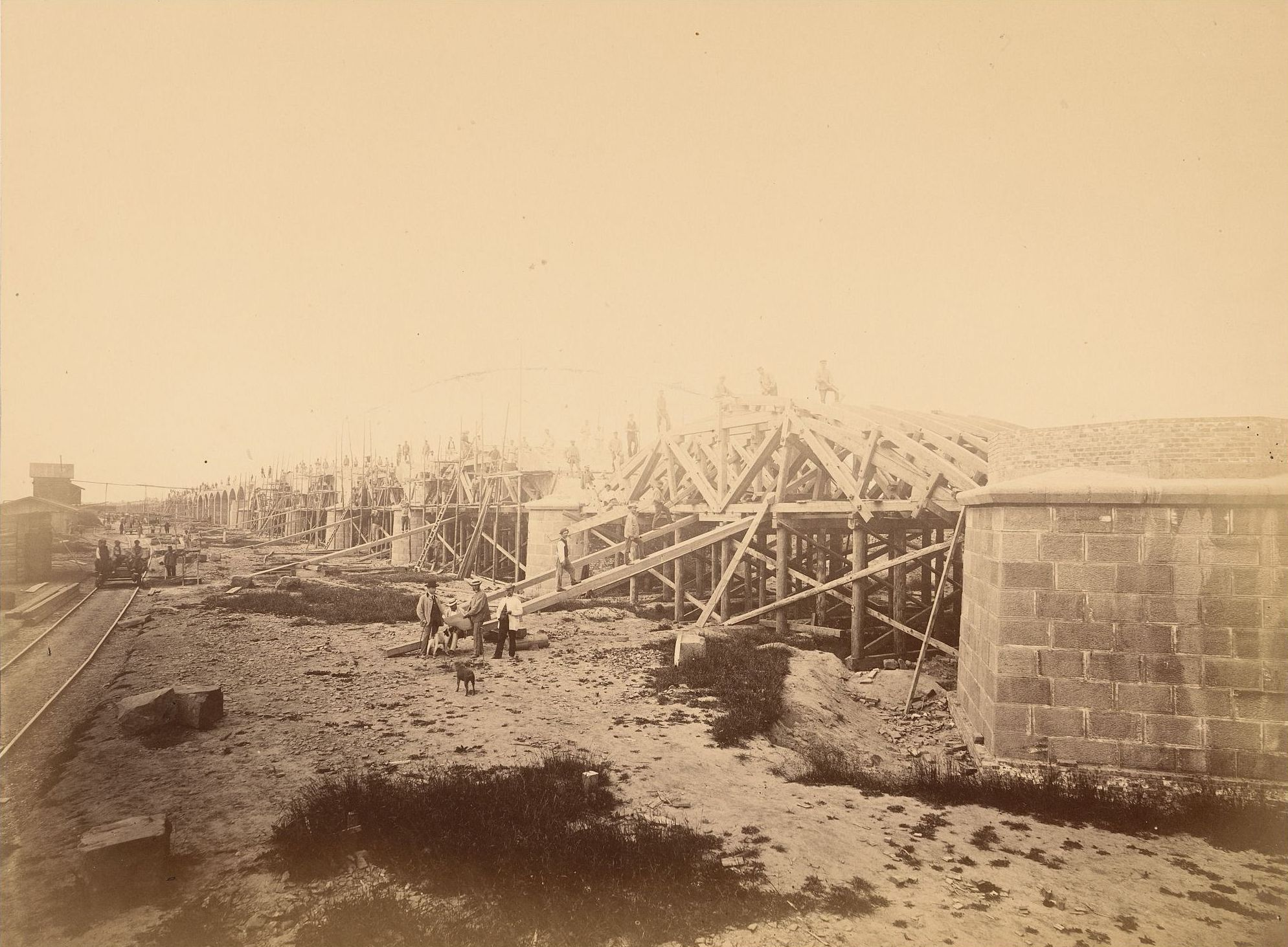
Errichtung der Vorlandbrücke
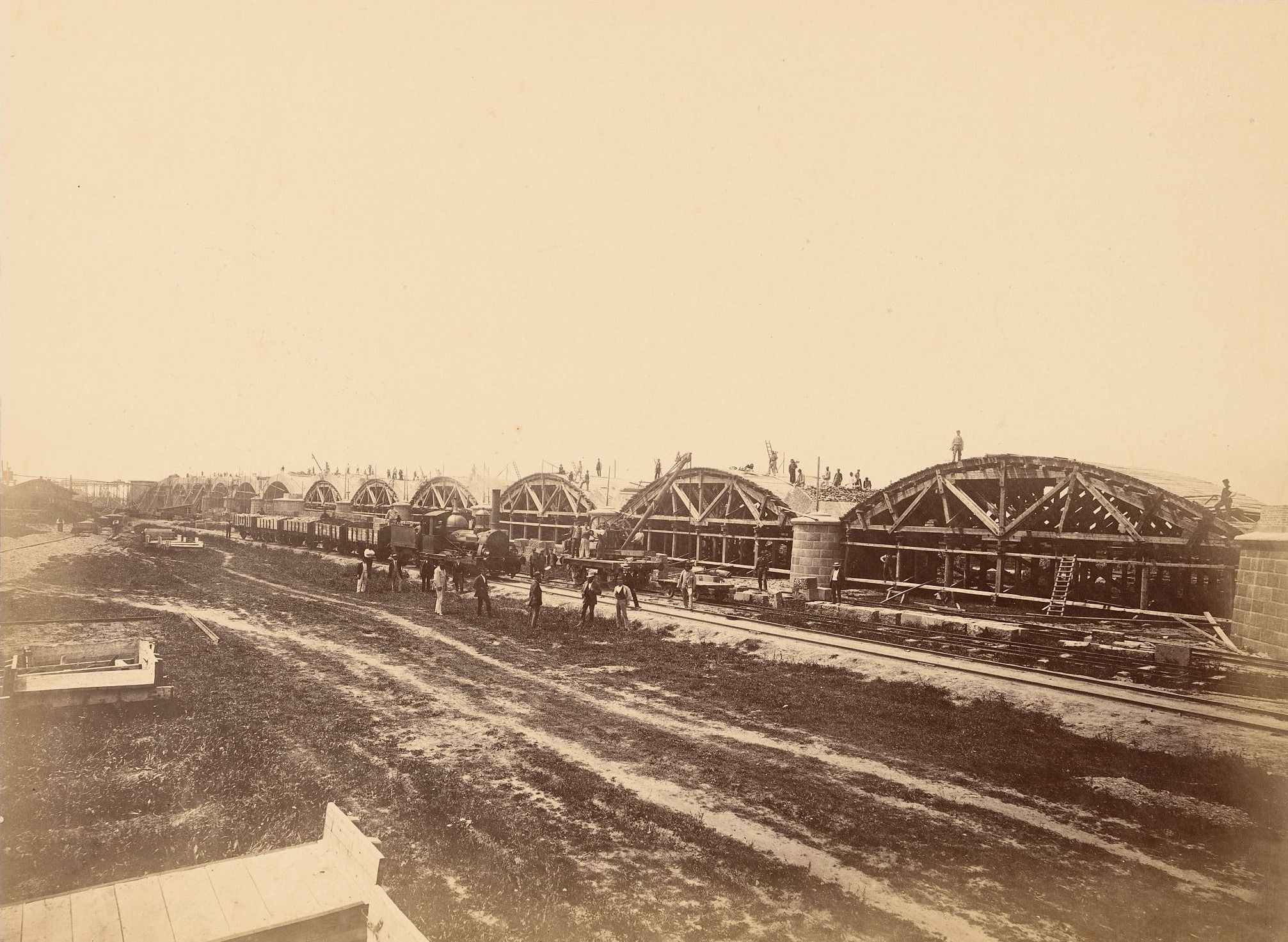
Errichtung der Vorlandbrücke
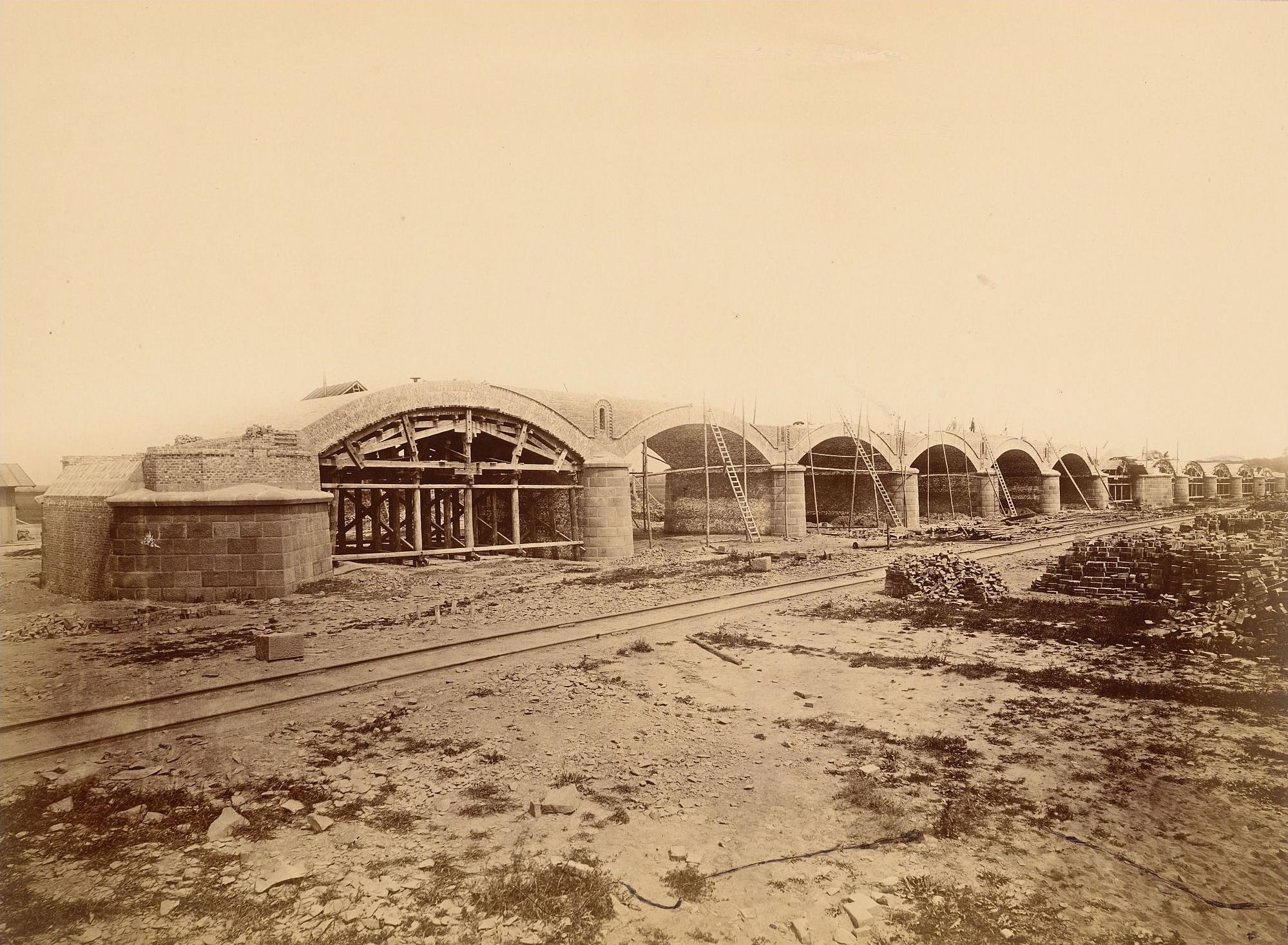
Ansicht der Vorlandbrücke vor der Fertigstellung
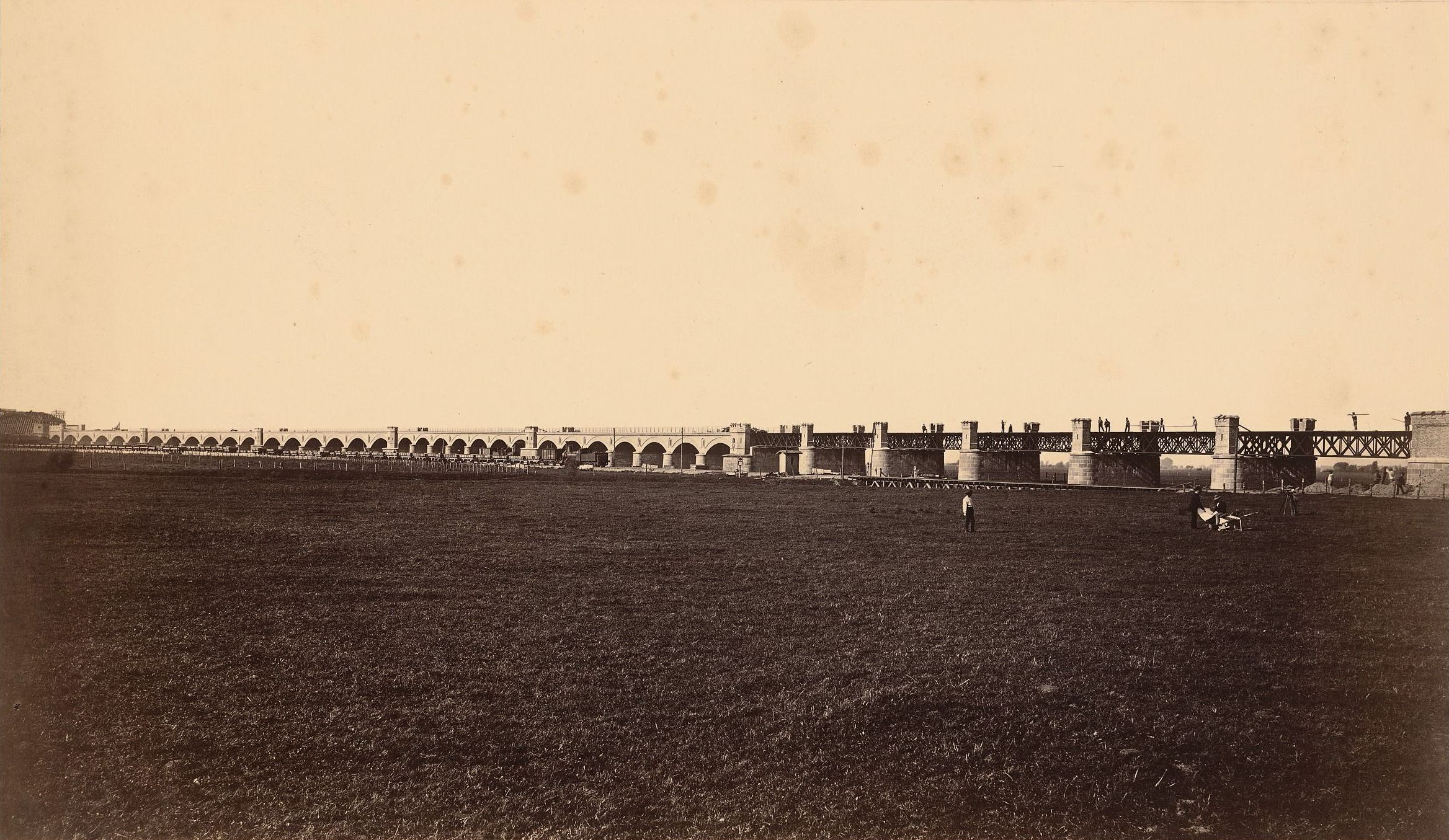
Ansicht
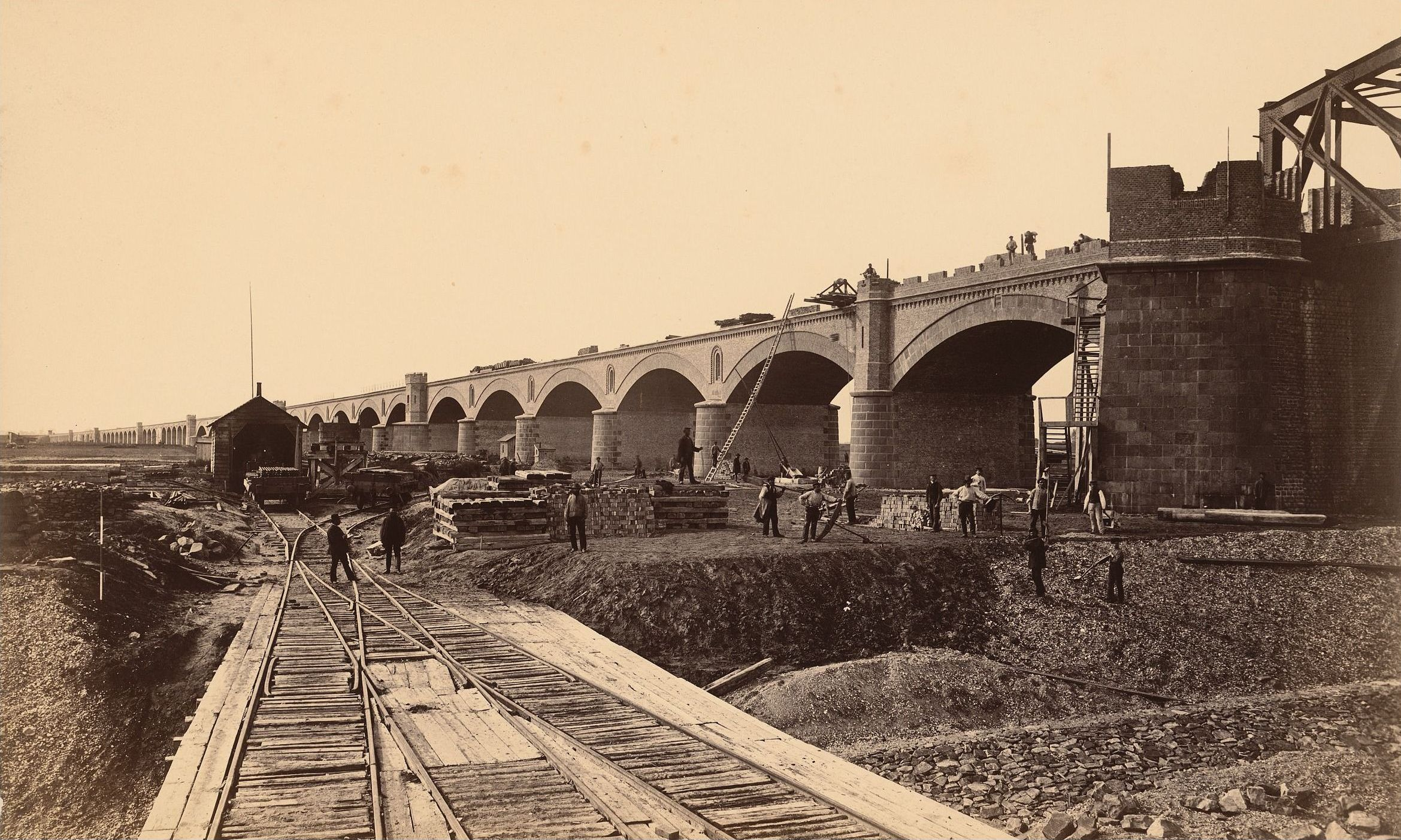
Ansicht der Baustelle mit Blick auf die Vorlandbrücke
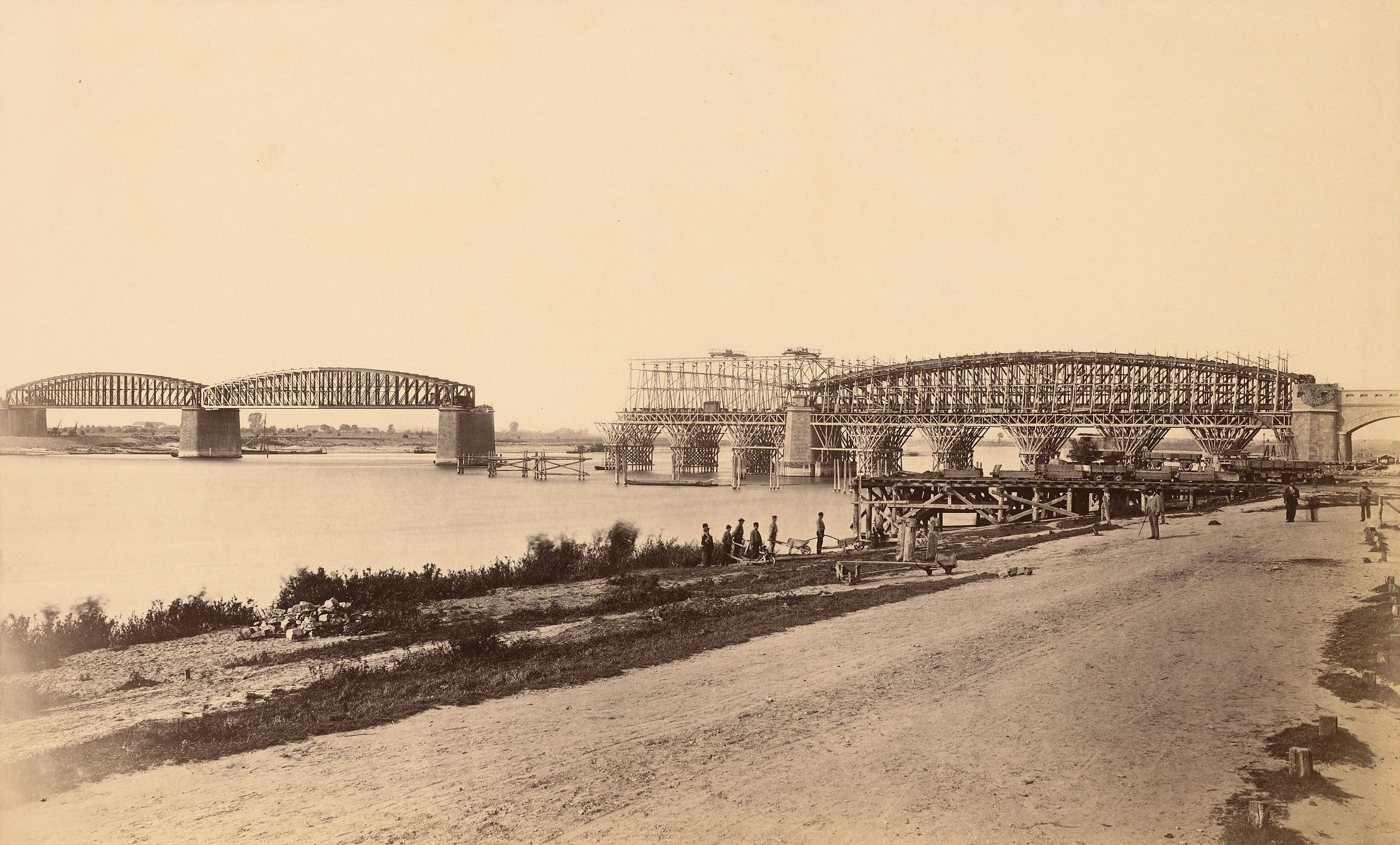
Errichtung der Strombrücke
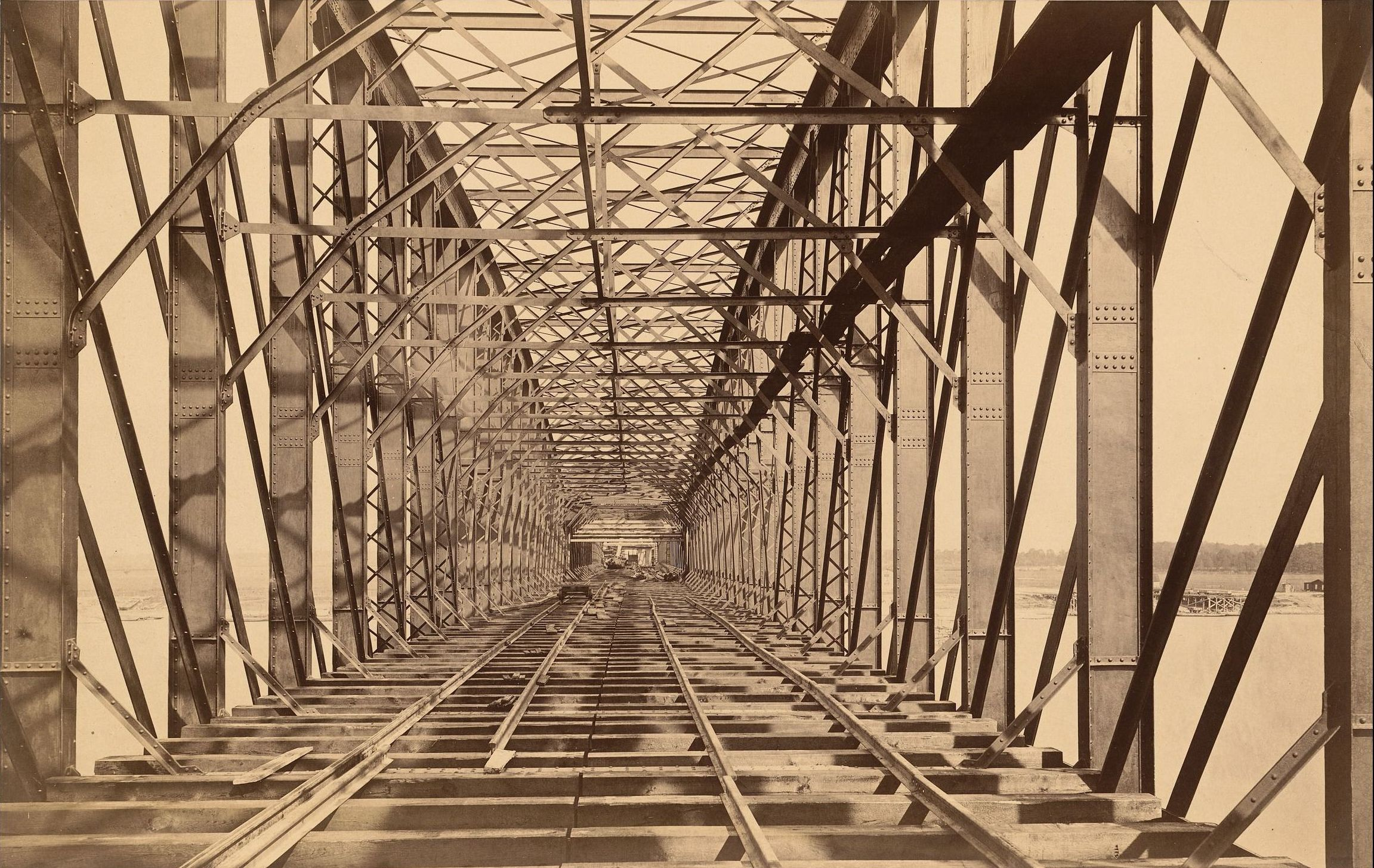
Blick durch die Eisenkonstruktion der Strombrücke

## Bildergalerie

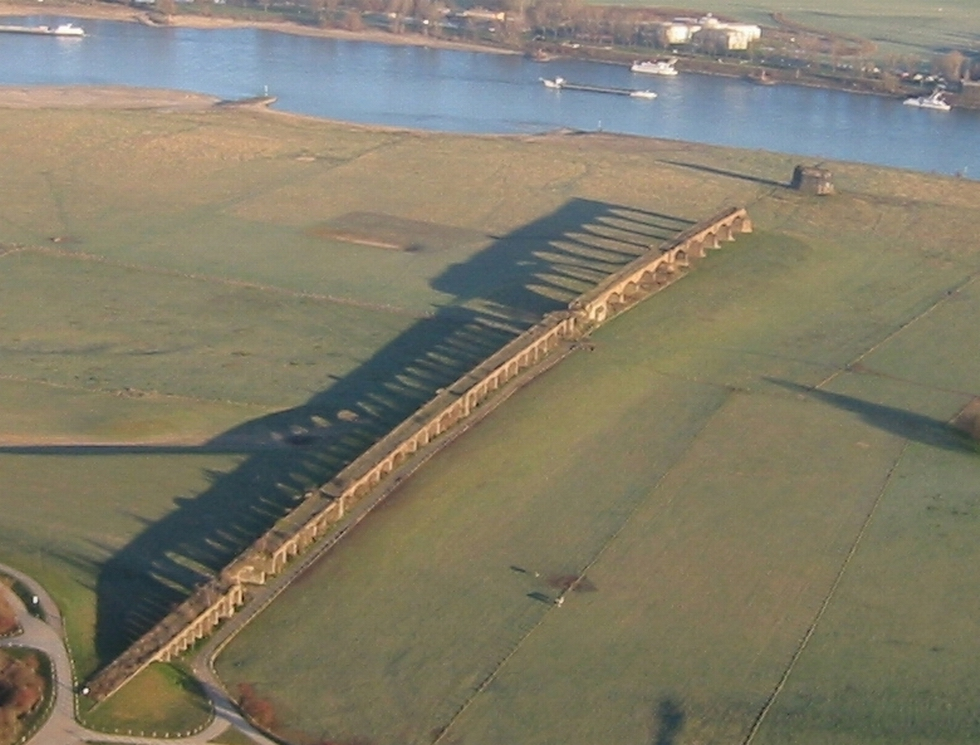
Linksrheinische Reste der Eisenbahnbrücke Wesel
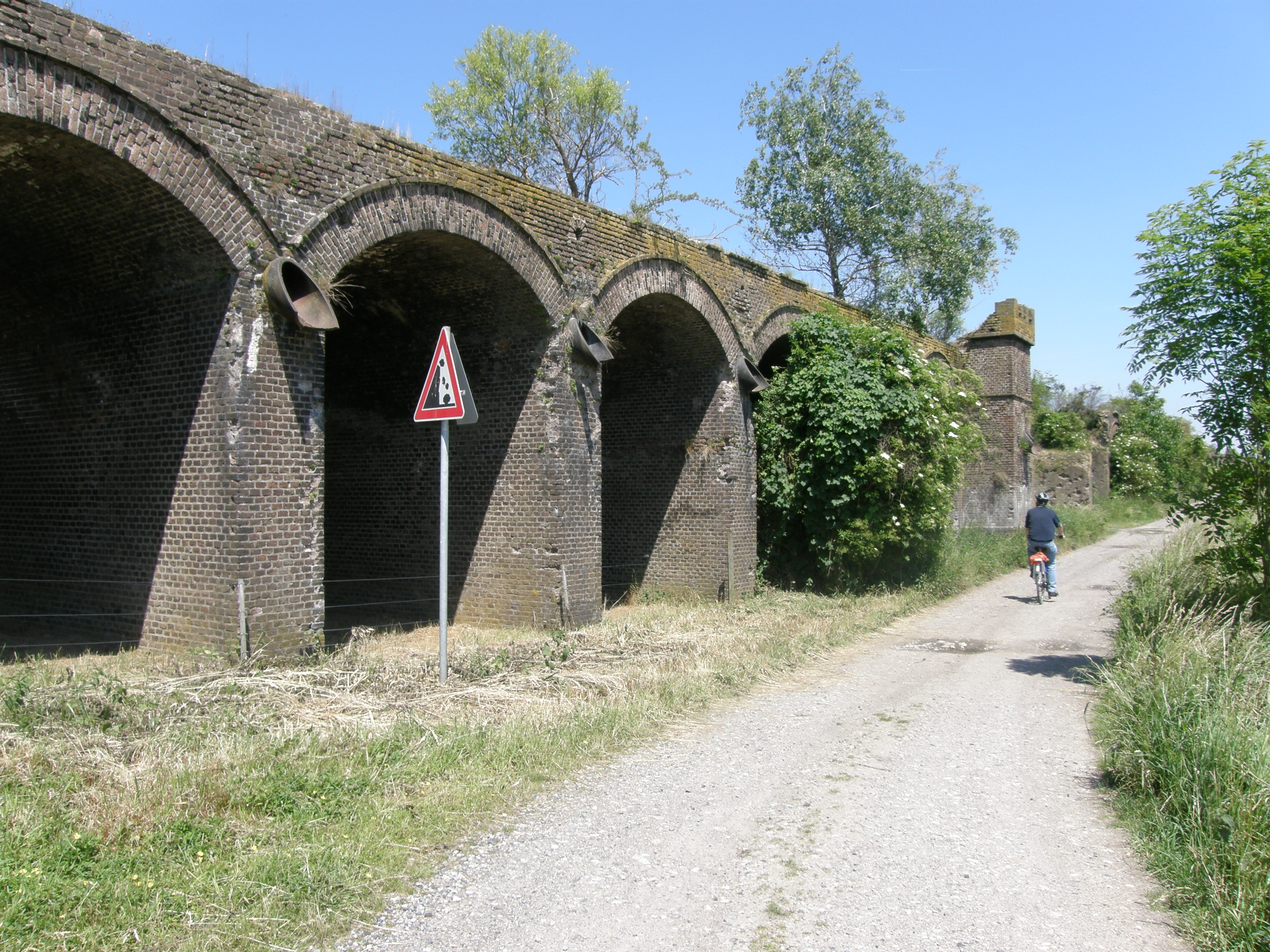
Aufgelassene Bögen mit Wasserabläufen
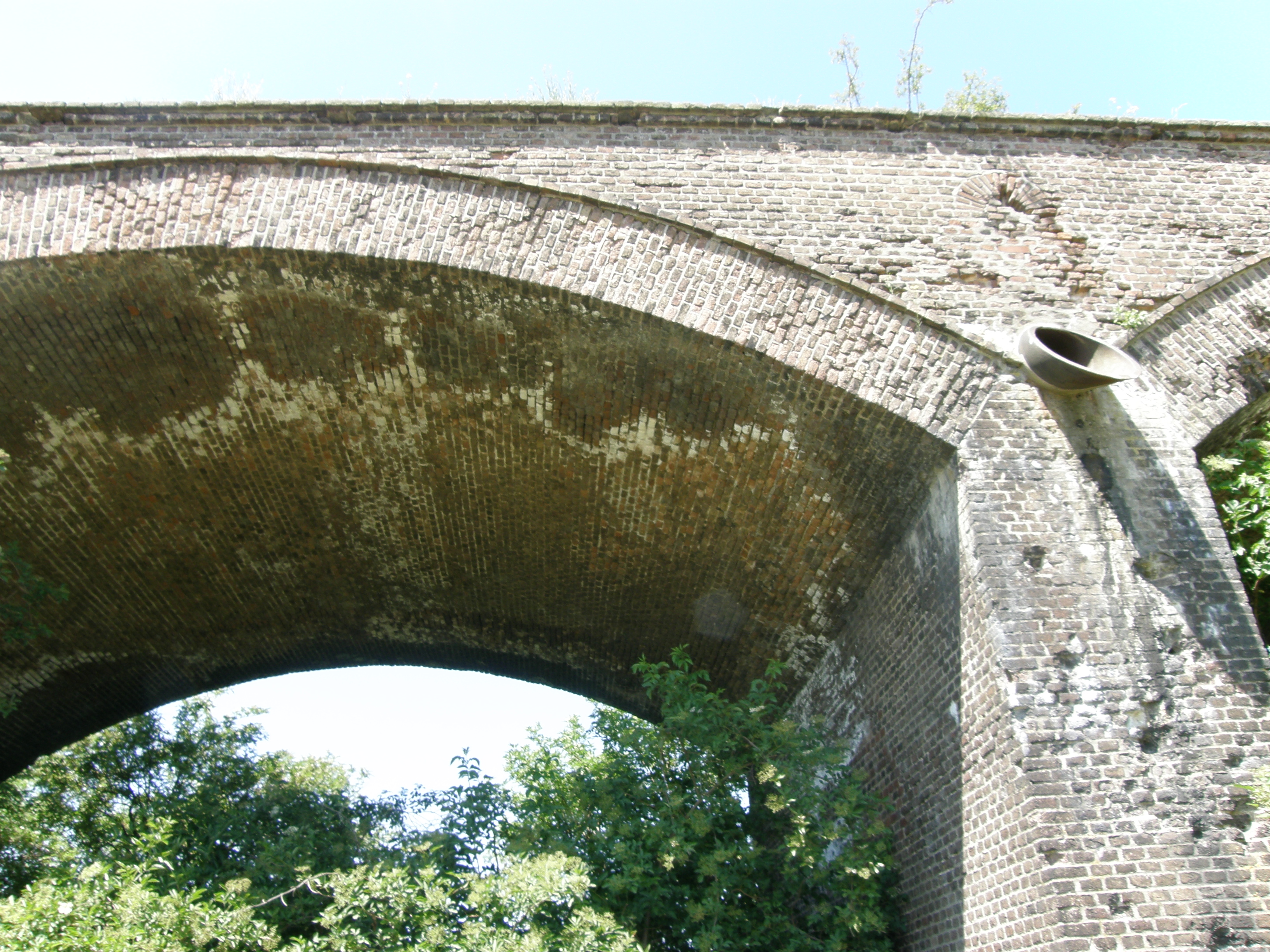
Detailansicht
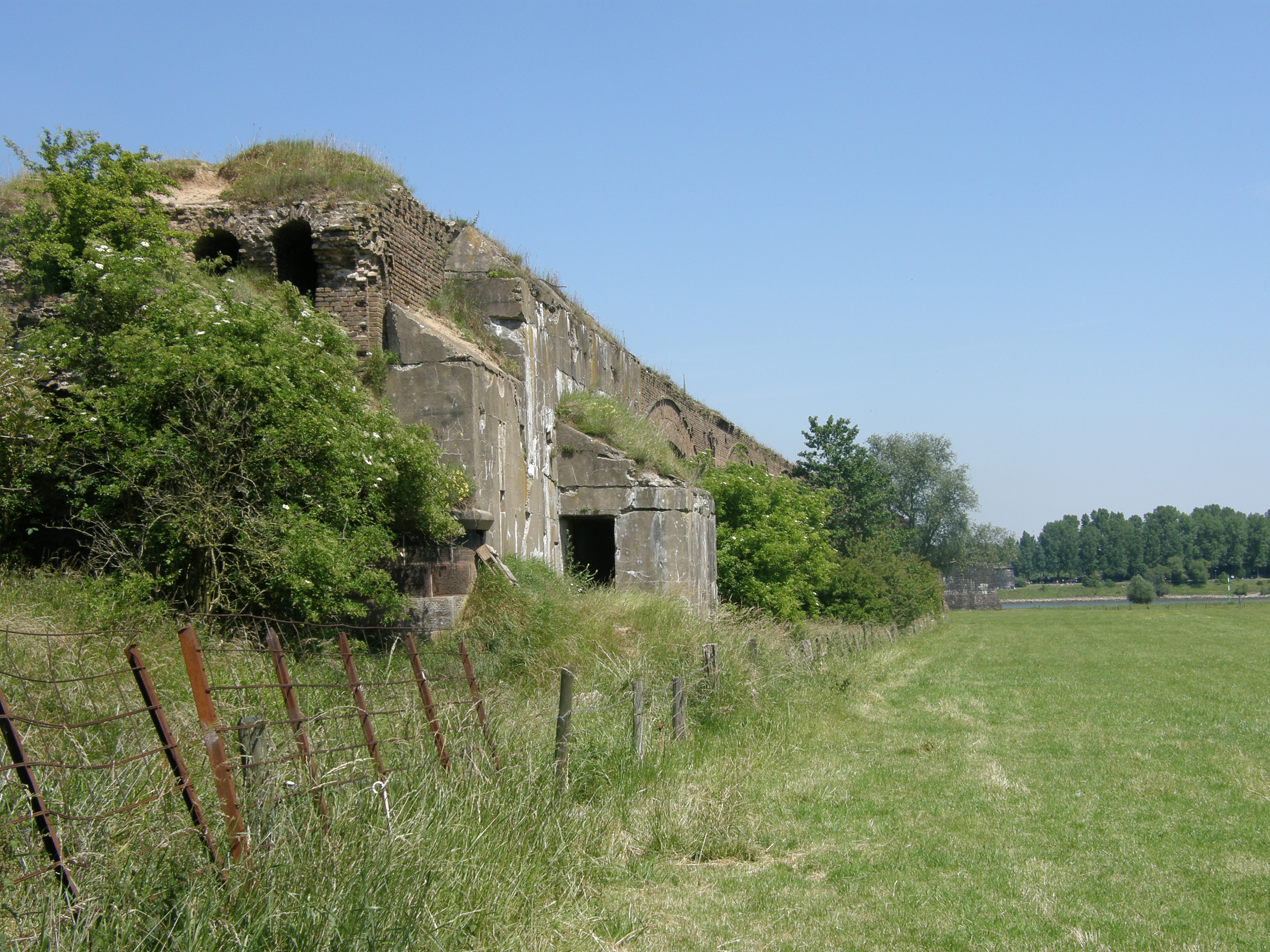
Bunker kurz vor dem Rhein
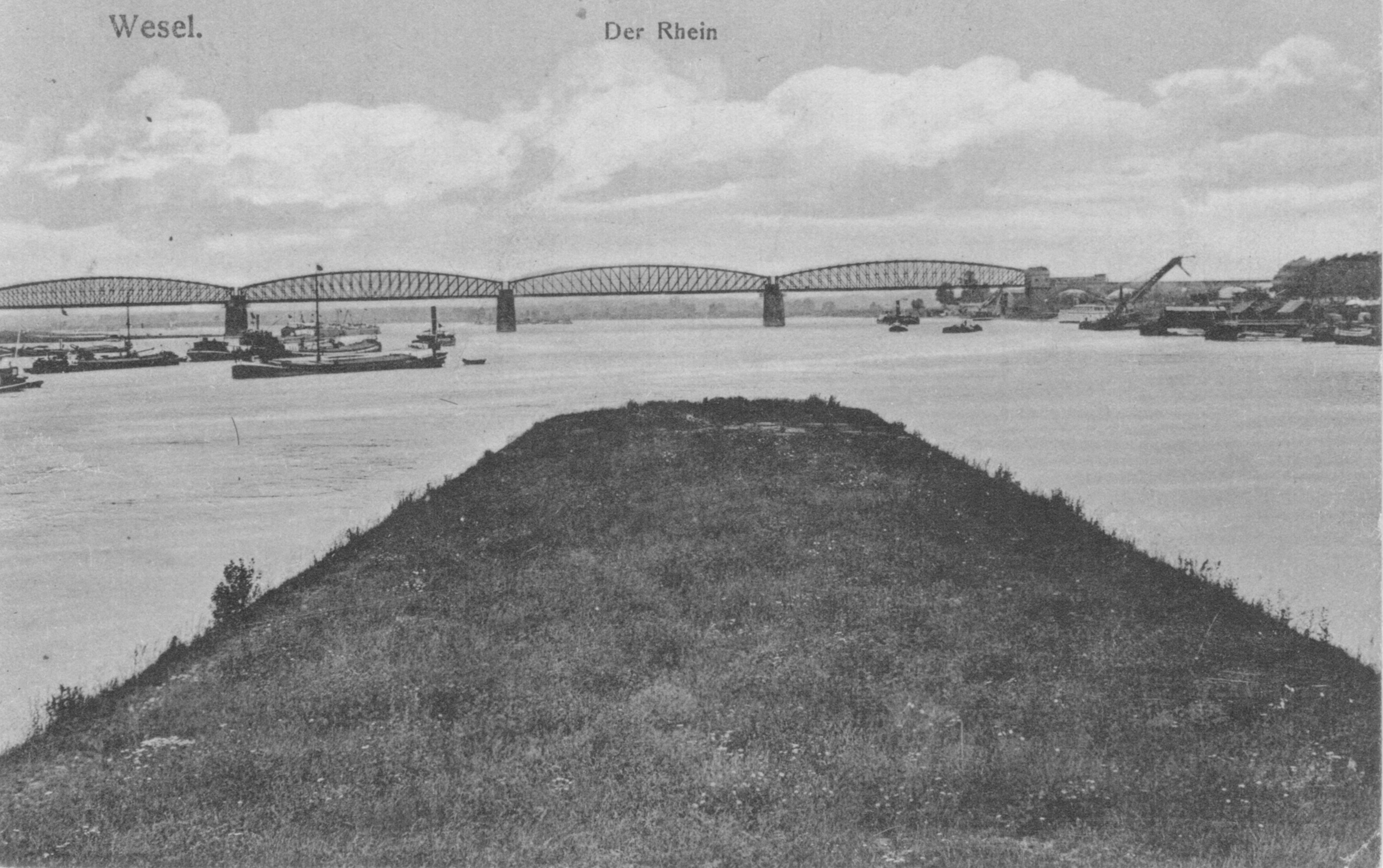
Eisenbahnbrücke Wesel, Postkarte 1916
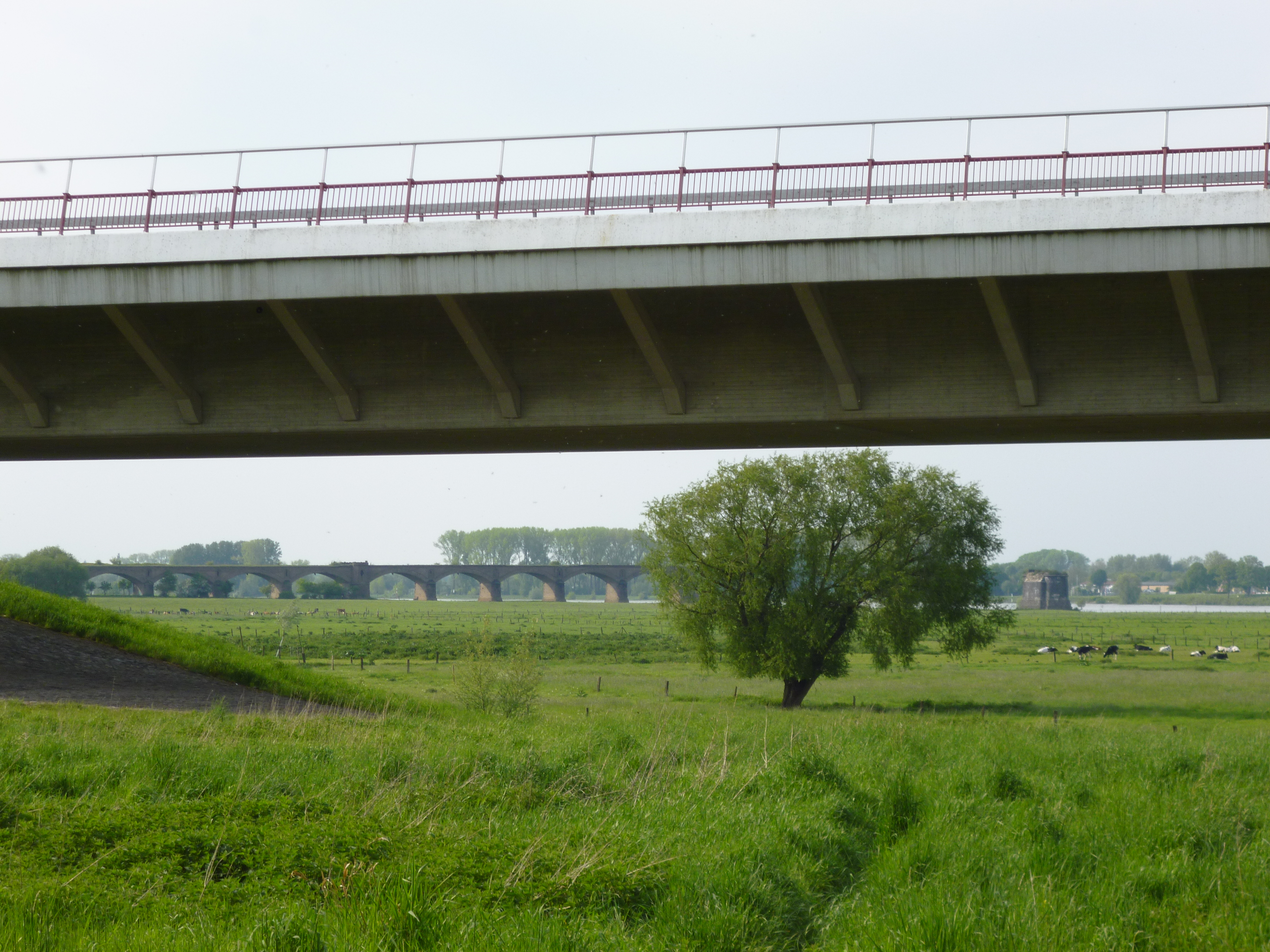
Im Vordergrund die Niederrheinbrücke
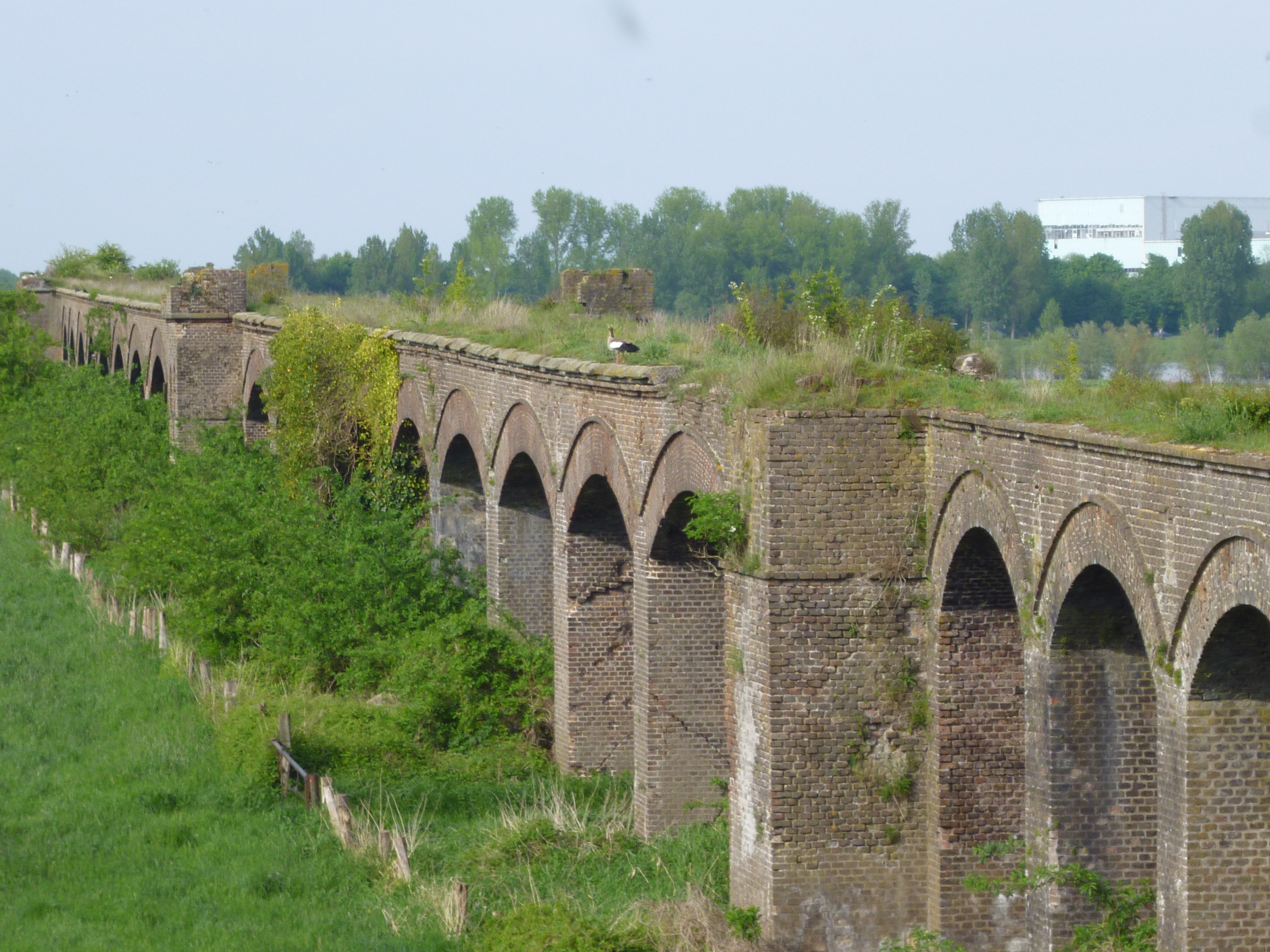
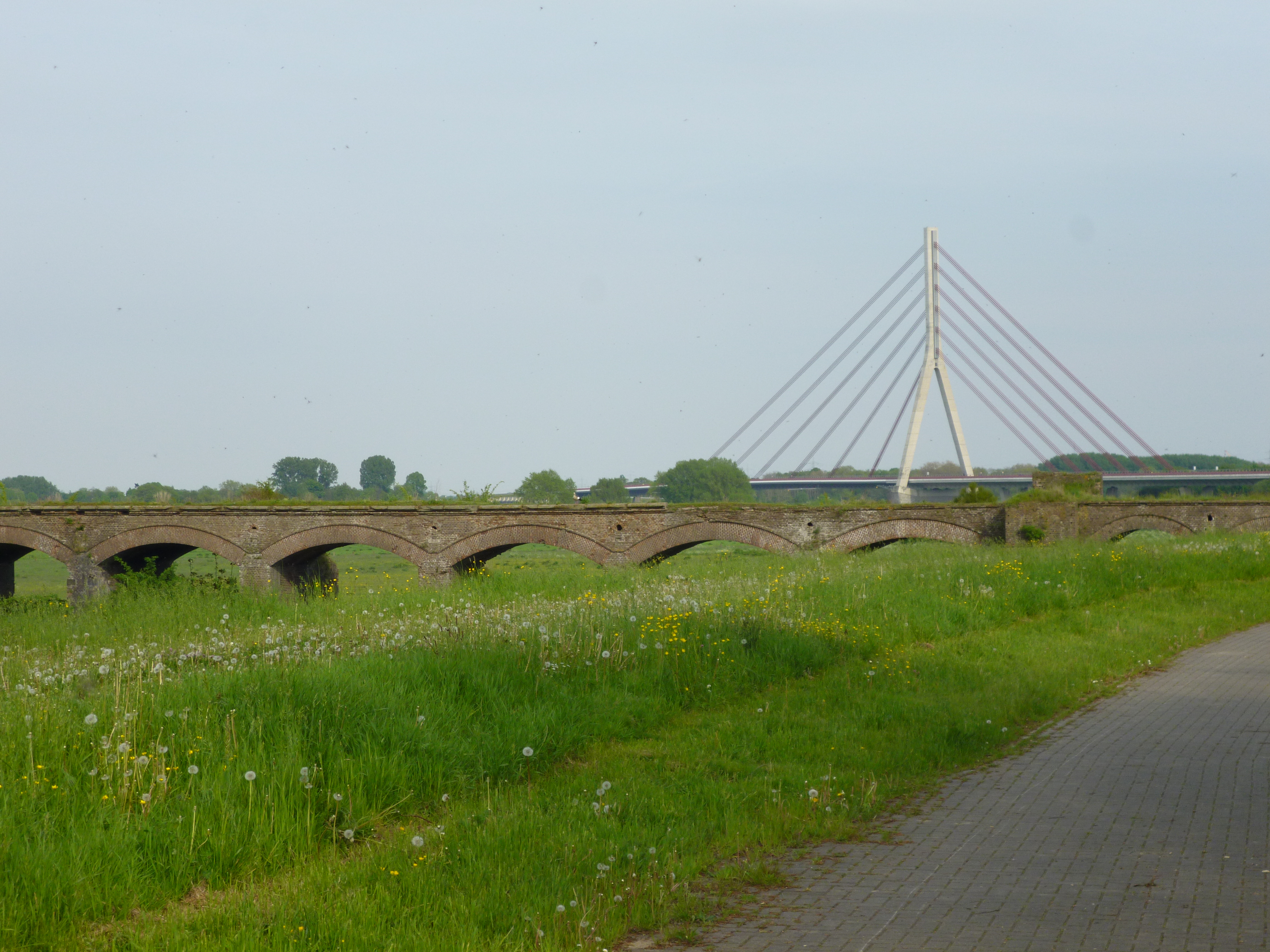
Im Hintergrund die Niederrheinbrücke